# Jan Arnoldus Schouten
Jan Arnoldus Schouten (Nieuwer-Amstel, 28 de agosto de 1883 — Epe, 20 de janeiro de 1971) foi um matemático holandês.

## Trabalhos

### Grundlagen der Vektor- und Affinoranalysis
A dissertação de Schouten aplicou sua "análise direta", modelada na análise vetorial de Josiah Willard Gibbs e Oliver Heaviside, a entidades semelhantes a tensores de ordem superior que ele chamou de affinors (afinadoras). O subconjunto simétrico de afinadores eram tensores no sentido dos físicos de Woldemar Voigt.
Entidades como axiators, perversors, e deviators (axiadores, perversores e desviantes) aparecem nesta análise. Assim como a análise vetorial tem produtos escalares e produtos cruzados, a análise affinor tem diferentes tipos de produtos para tensores de vários níveis. No entanto, em vez de dois tipos de símbolos de multiplicação, Schouten tinha pelo menos vinte. Isso tornava o trabalho difícil de ler, embora as conclusões fossem válidas.
Schouten disse mais tarde em uma conversa com Hermann Weyl que ele "gostaria de estrangular o homem que escreveu este livro". (Karin Reich, em sua história da análise tensorial, atribui erroneamente esta citação a Weyl). Weyl, entretanto, disse que o livro inicial de Schouten tem "orgias de formalismo que ameaçam a paz até mesmo do cientista técnico". (Space, Time, Matter, p. 54). Roland Weitzenböck escreveu sobre "o terrível livro que cometeu".

### Conexão Levi-Civita
Em 1906, L. E. J. Brouwer foi o primeiro matemático a considerar o transporte paralelo de um vetor para o caso de um espaço de curvatura constante. Em 1917, Tullio Levi-Civita apontou sua importância para o caso de uma hipersuperfície imersa em um espaço euclidiano, ou seja, para o caso de uma variedade Riemanniana imersa em um espaço ambiente "maior". Em 1918, independentemente de Levi-Civita, Schouten obteve resultados análogos. No mesmo ano, Hermann Weyl generalizou os resultados de Levi-Civita. A derivação de Schouten é generalizada para muitas dimensões ao invés de apenas duas, e as provas de Schouten são completamente intrínsecas ao invés de extrínsecas, ao contrário de Tullio Levi-Civita. Apesar disso, como o artigo de Schouten foi publicado quase um ano depois do de Levi-Civita, este ficou com o crédito. Schouten não sabia do trabalho de Levi-Civita por causa da má distribuição e comunicação de jornais durante a Primeira Guerra Mundial. Schouten se envolveu em uma disputa de prioridade perdida com Levi-Civita. O colega de Schouten, L. E. J. Brouwer, tomou partido contra Schouten. Assim que Schouten tomou conhecimento do trabalho de Ricci e Levi-Civita, ele abraçou sua notação mais simples e amplamente aceita.

### Trabalhos de Schouten
O nome de Schouten aparece em várias entidades matemáticas e teoremas, como o tensor de Schouten, o colchete de Schouten e o teorema de Weyl-Schouten.
Ele escreveu Der Ricci-Kalkül em 1922, pesquisando o campo da análise de tensores.
Em 1931 ele escreveu um tratado sobre tensores e geometria diferencial. O segundo volume, sobre aplicações à geometria diferencial, foi de autoria de seu aluno Dirk Jan Struik.
Schouten colaborou com Élie Cartan em dois artigos, bem como com muitos outros matemáticos eminentes, como Kentaro Yano (com quem foi co-autor de três artigos). Por meio de seu aluno e coautor Dirk Struik, seu trabalho influenciou muitos matemáticos nos Estados Unidos .
Na década de 1950, Schouten reescreveu e atualizou completamente a versão alemã de Ricci-Kalkül e esta foi traduzida para o inglês como cálculo de Ricci. Isso cobre tudo o que Schouten considerou de valor na análise de tensores. Isso incluiu trabalhos sobre grupos de Lie e outros tópicos e que foram muito desenvolvidos desde a primeira edição.
Mais tarde, Schouten escreveu Tensor Analysis for Physicists, tentando apresentar as sutilezas de vários aspectos do cálculo tensorial para físicos com inclinações matemáticas. Incluía o cálculo matricial de Paul Dirac. Ele ainda usava parte de sua terminologia affinor anterior.
Schouten, como Weyl e Cartan, foi estimulado pela teoria da relatividade geral de Albert Einstein. Ele foi coautor de um artigo com Alexander Aleksandrovich Friedmann de Petersburgo e outro com Václav Hlavatý. Ele interagiu com Oswald Veblen da Universidade de Princeton e se correspondeu com Wolfgang Pauli no espaço de spin.

## Obras
- Grundlagen der Vektor- und Affinoranalysis, Leipzig : Teubner, 1914
- On the Determination of the Principle Laws of Statistical Astronomy, Amsterdam : Kirchner, 1918
- Der Ricci-Kalkül, Grundlehren der mathematischen Wissenschaften, Berlim : Julius Springer, 1924
- Einführung in die Neuen Methoden der Differentialgeometrie, 2 vols, Gröningen : Noordhoff, 1935-8
- Ricci Calculus 2d edition thoroughly revised and enlarged, Nova Iorque : Springer-Verlag, 1954
- com W. Van der Kulk, Pfaff's Problem and Its Generalizations, Nova Iorque : Chelsea Publishing Co., 1969
- Tensor Analysis for Physicists 2ª Ed, Nova Iorque : Dover Publications, 1989